# زیردریایی برین
زیردریایی برین (به انگلیسی: Italian submarine Brin) یک زیردریایی بود که طول آن 72.5 m بود. این زیردریایی در سال ۱۹۳۸ ساخته شد.